# Охау (озеро)
Охау (англ. Lake Ohau) — озеро ледникового происхождения Бассейна Маккензи на Южном острове Новой Зеландии.
Расположено в 30 км западнее Туайзела, является естественной природной границей между регионами Отаго и Кентербери. Официально озеро лежит в северо-западной части дистрикта Ваитаки в южной части региона Кентербери.
Площадь зеркала — 51 км². Наибольшая глубина — 129 м. В озеро впадают реки Добсон и Хопкинс. Площадь водосбора: 1198 км². Сток осуществляется через реку Охау.
Озеро находится в окружении лесов — Охау, Темпл, Хопкинз, Ахурири, Хаксли и Добсон, в которых проложены пешие маршруты.
Является популярным местом рыбалки и отдыха среди туристов.